# 加斯東·席爾瓦
加斯东·亚历克西斯·席尔瓦·佩尔多莫（西班牙語：Gastón Alexis Silva Perdomo；1994年3月5日—），是一位烏拉圭足球運動員，場上司职中後衛及左後衛，現效力於西乙球隊卡塔赫纳，并代表乌拉圭国家队參加国际比賽。